# Лесева, Светлана
Светлана Миткова Исаева-Лесева (болг. Светлана Миткова Исаева-Лесева; род. 18 марта 1967, Михайловград) — болгарская легкоатлетка, специалистка по прыжкам в высоту. Выступала за сборную Болгарии по лёгкой атлетике в 1983—1995 годах, обладательница бронзовой медали Игр доброй воли, серебряная призёрка чемпионата Европы, чемпионка Всемирной Универсиады, победительница национальных первенств и международных турниров, участница летних Олимпийских игр в Барселоне.

## Биография
Светлана Исаева родилась 18 марта 1967 года в городе Монтана, Болгария.
Впервые заявила о себе на международном уровне в сезоне 1983 года, когда вошла в состав болгарской сборной и выступила на юниорском европейском первенстве в Швехате, где в зачёте прыжков в высоту стала четвёртой.
В 1985 году на юниорском европейском первенстве в Котбусе завоевала бронзовую награду в прыжках в высоту.
В 1986 году в той же дисциплине заняла седьмое место на чемпионате Европы в помещении в Мадриде, выиграла серебряную медаль на Играх доброй воли в Москве и серебряную медаль на чемпионате Европы в Штутгарте.
В 1987 году показала 12-й результат на чемпионате Европы в помещении в Льевене. Будучи студенткой, представляла Болгарию на Всемирной Универсиаде в Загребе, где превзошла всех соперниц и получила золото. Позднее на турнире в греческой Драме установила свой личный рекорд на открытом стадионе, взяв высоту в 2 метра ровно. Принимала участие в чемпионате мира в Риме, став в финале седьмой.
В 1990 году прыгала в высоту на чемпионате Европы в Сплите, заняла в финале девятое место.
В 1991 году была восьмой на чемпионате мира в помещении в Севилье, второй на Кубке Европы во Франкфурте (впоследствии в связи с допинговой дисквалификацией советской прыгуньи Елены Родиной поднялась в итоговом протоколе на первую строку), тогда как на чемпионате мира в Токио в финал не вышла.
В 1992 году заняла 13-е место на чемпионате Европы в помещении в Генуе. Благодаря череде успешных выступлений удостоилась права защищать честь страны на летних Олимпийских играх в Барселоне — на предварительном квалификационном этапе прыгнула на 1,83 метра, чего оказалось недостаточно для выхода в финал.
В 1994 году стала шестой на Играх доброй воли в Санкт-Петербурге и седьмой на чемпионате Европы в Хельсинки.
В 1995 году заняла 12-е место на чемпионате мира в помещении в Барселоне и седьмое место на чемпионате мира в Гётеборге. По окончании сезона завершила спортивную карьеру.